# Dòlar australià
El dòlar australià (en anglès Australian dollar o, simplement, dollar) és la moneda oficial d'Austràlia i els seus territoris dependents (les illes de Christmas, Cocos o Keeling, Heard i McDonald i Norfolk i els Territoris Antàrtics Australians), així com dels estats independents del Pacífic de Kiribati, Nauru i Tuvalu. En aquest darrer estat també es fan servir monedes específiques per a Tuvalu (vegeu dòlar de Tuvalu); malgrat tot, el dòlar de Tuvalu no és, legalment parlant, una unitat monetària independent.
Normalment el dòlar australià s'abreuja $, o A$ i AU$ per diferenciar-lo del dòlar dels Estats Units i d'altres tipus de dòlars. El codi ISO 4217 és AUD. Se subdivideix en 100 cents.
En anglès se l'anomena amicalment també Aussie battler ("batallador australià"); durant un període de pèrdua de valor respecte al dòlar EUA (entre els anys 2001 i 2002), localment se l'anomenava de vegades Pacific peso ("peso del Pacífic").
El dòlar australià és actualment el sisè en el rànquing de monedes més usades en el mercat internacional (darrere el dòlar nord-americà, el ien, l'euro, la lliura esterlina i el dòlar canadenc), ja que fa acte de presència en un 4-5% aproximadament del total de negoci mundial. El dòlar australià és popular entre els canviadors de monedes a causa de la manca relativa d'intervenció governamental en el mercat estranger i per l'estabilitat general de l'economia i del Govern, i sembla que ofereix béns de diversificació en un índex que conté les principals monedes mundials (per exemple per la seva major exposició a les economies asiàtiques i al cicle de les matèries).

## Història

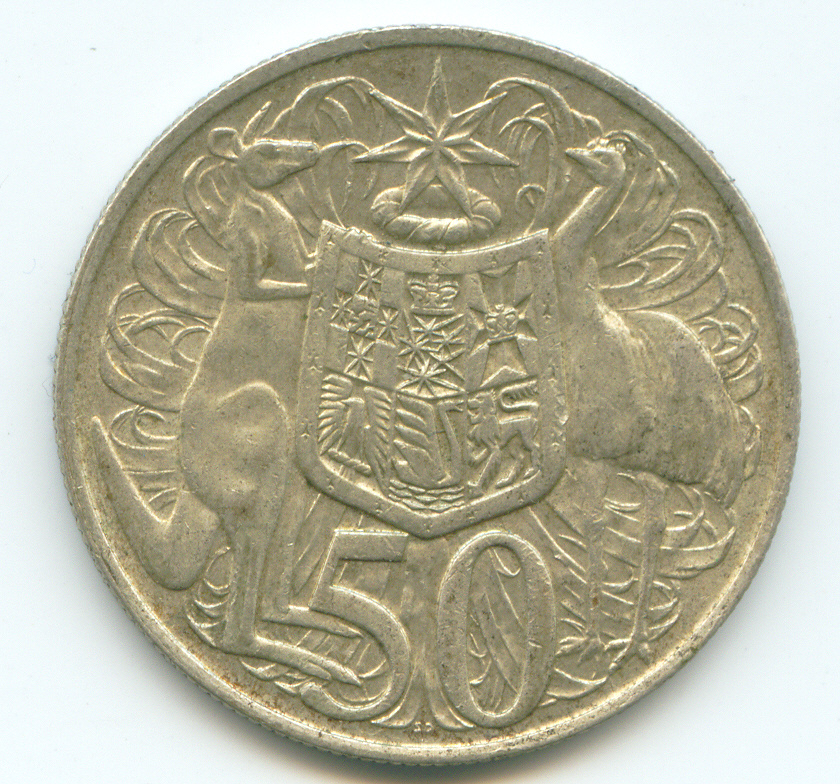
50 cèntims de 1966

El dòlar australià es va introduir el 1966, no només com una simple substitució de la lliura australiana (que ja feia molt que s'havia diferenciat de la lliura esterlina) sinó també com a nova unitat monetària que utilitzava el sistema decimal. El primer ministre australià Robert Menzies volia anomenar la nova moneda royal (és a dir, "reial"), i també es van proposar altres denominacions com ara austral.
Tot i que les primeres emissions del Banc de Reserva d'Austràlia ja s'havien donat a la impremta amb el nom de royal, aquest nom tan inusual no gaudí de prou popularitat i fou arraconat en favor del de dòlar.
El 14 de febrer del 1966 el dòlar australià, doncs, substituïa la lliura australiana a raó de dos dòlars per lliura o, cosa que és equivalent, deu xílings per dòlar.

## Monedes i bitllets
Les monedes (de 5, 10, 20 i 50 cents i 1 i 2 dòlars) són emeses per la Reial Casa de la Moneda Australiana (Royal Australian Mint). Les peces de menys valor, les d'1 i 2 cents, foren retirades de la circulació el 1991. Aquests últims anys, de les monedes de 20 i 50 cents i d'un dòlar se n'han anat fent emissions commemoratives i temàtiques sobre "anys internacionals" de les Nacions Unides.
Els bitllets que circulen actualment són els de 5, 10, 20, 50 i 100 dòlars i els emet el Banc de Reserva d'Austràlia (Reserve Bank of Australia). Si bé les primeres emissions foren de paper, com és habitual en la majoria de bitllets del món, a partir del 1988 les noves sèries són fetes de polímer, un plàstic específic que en dificulta la falsificació. La moneda australiana fou la primera del món a utilitzar el polímer en la confecció dels bitllets.

## Taxes de canvi
- 1 EUR = 1,5602 AUD (04/11/2021)
- 1 AUD = 0.64 EUR (04/11/2021)